# Сандольный лов
 Сандольный лов  — бой красной рыбы особою острогою, состоящей из насаженного на древко железного трезубца, каждый зубец которого снабжён зазубриной на пружине, препятствующею рыбе сорваться с сандоли. Эти ловом занимаются с марта по октябрь жители при устьях больших рек Черноморского бассейнов и Каспийского бассейнов; в особенности этот промысел развит в сёлах. Лов производится на лодках — «дубах», вмещающих трёх взрослых работников и мальчика, с вершины мачты высматривающего появление на поверхности воды спины белуги или осетра́; по указаниям мальчика лодка направляется к рыбе, и один из работников бросает в неё сандоль, привязанную к верёвке, намотанной на особый тщательно смазанный вал; небольшую рыбу тотчас вытаскивают, крупную же предварительно утомляют, допуская её волочить за собой лодку.